# Daisuke Maruyama
Daisuke Maruyama (丸山 大輔, Maruyama Daisuke; Chiba, 16 maart 1971) is een golfprofessional uit Japan.
Maruyama werd in 1994 professional. Hij heeft in 2006 en 2007 in de Amerikaanse PGA Tour gespeeld waar hij in 2006 zijn beste resultaten bereikte: een 3de plaats en vier top-10 plaatsen. Daarnaast kwam en komt Maruyama uit in de Japanse PGA Tour.

## Gewonnen

### Aziatische Tour
- 2000: ROC PGA Championship in Chinese Taipei
- 2009: Tourschool na play-off tegen Ally Mellor, Asia-Pacific Panasonic Open in Japan

### Japanse Tour
- 2005: Fuji Sankei Classic